# Lotus burttii
Lotus burttii är en ärtväxtart som beskrevs av Olga Borsos. Lotus burttii ingår i släktet käringtänder, och familjen ärtväxter. Inga underarter finns listade i Catalogue of Life.